# (9674) Словения
(9674) Словения (словен. Slovenija) — астероид главного пояса, который был открыт 23 августа 1998 года словенскими астрономами в обсерватории Чёрный Верх и назван в честь Словении, государства в Центральной Европе.

Орбита астероида Словения и его положение в Солнечной системе